# Dziura Bauca

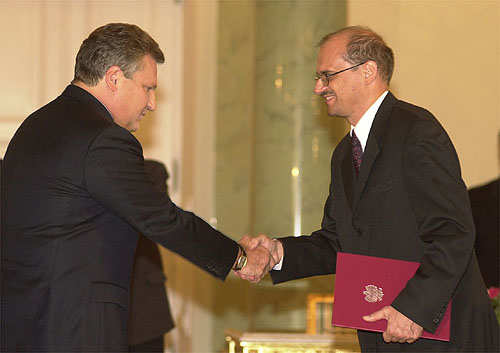
Wręczenia przez prezydenta Polski Aleksandra Kwaśniewskiego aktu odwołania ze stanowiska ministra finansów Jarosławowi Baucowi, 28 sierpnia 2001

Dziura Bauca – określenie deficytu sektora finansów publicznych w Polsce, prognozowanego w budżecie państwa na rok 2001 przez Jarosława Bauca, który w okresie od 8 czerwca 2000 do 28 sierpnia 2001 pełnił funkcję ministra finansów w rządzie AWS.
Na początku sierpnia 2001 roku prasa informowała o szacunkach Ministerstwa Finansów, według których deficyt budżetowy w 2002 roku miałby przekroczyć 88 mld zł (przy czym całość dochodów budżetu w 2001 roku, po lipcowej nowelizacji, zaplanowano na 152,2 mld zł). Rząd Akcji Wyborczej Solidarność przyjął te informacje z niedowierzaniem. Powołana przez wicepremiera Janusza Steinhoffa komisja ekspertów oceniła, że szacunki są trafne, a deficyt może przekroczyć 83–93 mld zł. Przyczynami, które miały spowodować problemy finansowe, były: wzrost wydatków o charakterze stałym (różnorodne świadczenia socjalne, spłata zadłużenia wewnętrznego i zagranicznego, rozbudowa administracji), koszty realizacji programu czterech reform, spadek dochodów z prywatyzacji i z podatków.
Aby zmniejszyć deficyt budżetowy, Jarosław Bauc zaproponował cięcia w wydatkach, podniesienie oraz wyprowadzenie nowych podatków, odebranie waloryzacji świadczeń emerytalnych i rentowych. Propozycja ministra finansów spotkała się z krytyką pozostałych ministrów. Akcja Wyborcza Solidarność nie była skłonna do przeprowadzenia programu oszczędnościowego, obawiając się spadku poparcia.
28 sierpnia 2001 roku, trzy tygodnie przed wyborami, premier Jerzy Buzek odwołał ze stanowiska ministra finansów Jarosława Bauca za zbyt późne poinformowanie o deficycie budżetowym. Nowym ministrem finansów została Halina Wasilewska-Trenkner.
Podczas kampanii wyborczej przed wyborami parlamentarnymi w 2001 roku Sojusz Lewicy Demokratycznej zarzucał Akcji Wyborczej Solidarność nieudolne rządy, które doprowadziły m.in. do powstania dużego deficytu w budżecie. „Dziura Bauca” była bezpośrednią przyczyną klęski koalicji Akcja Wyborcza Solidarność Prawicy, zaś samo pojęcie użyte było jako groźba w dyskursie politycznym.
Po zwycięstwie Sojuszu Lewicy Demokratycznej rząd Leszka Millera musiał zmierzyć się z „Dziurą Bauca”. W tym celu przyjął rozporządzenie, które usankcjonowało blokadę wydatków do końca 2001 roku w wysokości 8,5 mld zł (podjętej przez rząd Jerzego Buzka), zmniejszył liczbę ministerstw i urzędów centralnych oraz wprowadził akcyzę na prąd. Ponadto prezydent Aleksander Kwaśniewski zawetował ustawy zwiększające wydatki państwa, które zdążono przyjąć przed wyborami. Naprawa finansów państwa (kosztem braku realizacji obietnic wyborczych) była jedną z przyczyn spadku poparcia dla SLD po 2001 roku.
Deficyt budżetowy w 2001 przekroczył 32,4 mld zł (o 17 mld zł więcej niż zapisano wtedy w ustawie budżetowej).